# Hornsby e Rodriguez: Sfida criminale
Pour plus de détails, voir Fiche technique et Distribution.
Hornsby e Rodriguez: Sfida criminale est un film italien réalisé par Umberto Lenzi et sorti en 1992. C'est le dernier long-métrage de son réalisateur.

## Synopsis
Hornsby, un agent du FBI retraité depuis peu, se rend en Amérique du Sud pour retrouver son ancien partenaire, qui serait devenu un criminel. Il s'aperçoit qu'il s'est fait récemment assassiné. Hornsby maquille alors la scène de crime pour faire croire que son ancien partenaire a tué le tireur lui-même. Puis Hornsby mène l'enquête pour découvrir qui a tué son partenaire et pourquoi, avec l'aide d'un policier local, Rodriguez.

## Fiche technique
- Titre original italien : Hornsby e Rodriguez: Sfida criminale[1]
- Réalisateur : Umberto Lenzi
- Scénario : Vittorio M. Testa, Steven Luotto, Antonio Miglietta (it)
- Photographie : Marco Onorato (it)
- Montage : Alberto Moriani (it)
- Décors : Giacomo Caló Carducci
- Costumes : Silvio Laurenzi
- Musique : Franco Micalizzi
- Effets spéciaux : Paolo Ricci
- Maquillage : Giuseppe Ferranti
- Production : Ezio Palaggi
- Sociétés de production : Trinidad Film, Reteitalia
- Pays de production :  Italie
- Langue de tournage : italien, anglais
- Format : Couleur - Son stéréo - 35 mm
- Durée : 116 minutes (1 h 46[2])
- Genre : Film policier, film d'aventure
- Dates de sortie :
  - Italie : 17 juillet 1992

## Distribution
- Charles Napier : Brian Hornsby
- Stefano Sabelli (it) : Rodriguez
- Iris Peynado : Candelaria
- David Brandon : Jimmy Gandelman / Cobra
- Bettina Giovannini : Manuela
- Stelio Candelli : John Mackenzie / Loton
- Salvatore Lago
- David Warbeck : Frank Mendoza
- Italo Clemente
- Marco Felicioli
- Enzo Frattari
- Marco Onorato
- Riccardo Petrazzi
- Elena Wiedermann

## Production
Le film est tourné aux studios Kinepolis à Rome, et en extérieur en République dominicaine et à Miami aux États-Unis.